# (5860) 1981 QE1
(5860) 1981 QE1 (1981 QE1, 1928 RD, 1981 RJ4, 1981 SW3, 1985 UV) — астероїд головного поясу.
Тіссеранів параметр щодо Юпітера — 3,482.